# Bahnstrecke Dornești–Rădăuți
| |                      |                        |                        |
| Kursbuchstrecke (CFR): | 515                  |                        |                        |
| Streckenlänge: | 8,14 km              |                        |                        |
| Spurweite: | 1435 mm (Normalspur) |                        |                        |
| |                      |                        |                        |
| \| \| \| von Tscherniwzi \| \| \| \| 0,00 \| Dornești \| Dornești \| \| \| \| nach Suceava \| \| \| \| \| Suceava \| \| \| \| \| Baia Suceavei \| \| \| \| \| Plopi \| \| \| \| \| Rădăuți Str. Domnească \| \| \| \| \| Rădăuți Gara Mică \| \| \| \| \| Rădăuți Piața Unirii \| \| \| \| 8,14 \| Rădăuți \| Rădăuți \| \| \| \| nach Brodina \| \| |                      |                        |                        |
| Strecke |                      | von Tscherniwzi        | von Tscherniwzi        |
| Bahnhof | 0,00                 | Dornești               | Dornești               |
| Abzweig geradeaus und nach links |                      | nach Suceava           | nach Suceava           |
| Brücke über Wasserlauf |                      | Suceava                | Suceava                |
| ehemaliger Haltepunkt / Haltestelle |                      | Baia Suceavei          | Baia Suceavei          |
| ehemaliger Haltepunkt / Haltestelle |                      | Plopi                  | Plopi                  |
| ehemaliger Haltepunkt / Haltestelle |                      | Rădăuți Str. Domnească | Rădăuți Str. Domnească |
| Haltepunkt / Haltestelle |                      | Rădăuți Gara Mică      | Rădăuți Gara Mică      |
| ehemaliger Haltepunkt / Haltestelle |                      | Rădăuți Piața Unirii   | Rădăuți Piața Unirii   |
| Bahnhof | 8,14                 | Rădăuți                | Rădăuți                |
| Strecke |                      | nach Brodina           | nach Brodina           |

Die Bahnstrecke Dornești–Rădăuți ist eine Nebenbahn in Rumänien. Sie verläuft im Nordosten des Landes durch die Bukowina.

## Geschichte
Während der Entstehung der Bahnstrecke lag diese auf dem Territorium Österreichs innerhalb der habsburgischen Doppelmonarchie.
Im Jahr 1869 ging die Bahnstrecke Tscherniwzi–Suceava der Lemberg-Czernowitz-Eisenbahn-Gesellschaft in Betrieb. Sie diente vor allem der Anbindung Rumäniens nach Mitteleuropa, umging aber einige der wichtigsten Städte der Bukowina, beispielsweise Siret und Rădăuți. 
Mit dem Ziel, diese Städte an das vorhandene Eisenbahnnetz anzuschließen, gründeten sich mehrere private Lokalbahngesellschaften, unter anderem die Bukowinaer Lokalbahnen. Diese begannen 1888 im Ort Dornești (damals Hadikfalva, mit vorwiegend ungarischer Bevölkerung) mit dem Bau der Strecke nach Rădăuți (deutsch Radautz). Die Überbrückung des Flusses Suceava machte den Bau einer 254 m langen Holzbrücke erforderlich.
Am 17. November 1889 wurde der Betrieb aufgenommen.
1898 ging die Strecke in den Besitz der Neuen Bukowinaer Lokalbahn-Gesellschaft über.
Nach dem Ende des Ersten Weltkrieges gelangte die Bukowina an Rumänien; der Betrieb der Strecke wurde durch die rumänische Staatsbahn CFR übernommen.

## Aktuelle Situation
Die Strecke ist eingleisig und nicht elektrifiziert. Der Abschnitt von Dornești bis zu einer Ladestelle kurz hinter der Brücke über die Suceava ist neben dem Streckengleis in Normalspur (1435 mm) auch in Breitspur (1524 mm) ausgeführt. Die Strecke ist Teil der Kursbuchstrecke 515 von Dornești nach Nisipitu bzw. Putna und hat nur lokale Bedeutung. 2022 verkehrten in beide Richtungen zwei bis drei Nahverkehrszüge täglich.